# 暗背雨燕
，是雨燕目雨燕科的一种鸟类。

## 特征
暗背雨燕体重约39.4克，翼长约174毫米，嘴峰长约13毫米，喙宽度约3.1毫米，喙厚度约3毫米，跗蹠长约15.2毫米，尾长约71毫米。暗背雨燕是候鸟，其栖息在密集的高大树木组成的森林中，食性为肉食性，主要食物来源是陆生无脊椎动物。

## 分布
在印度东北部繁殖，在不丹、缅甸、泰国和尼泊尔越冬。在中国云南高黎贡山有过记录。